# Château-d’Œx
Château-d’Œx, Château-d’Oex (hist. Ösch, Oesch) – miejscowość i gmina (commune) w zachodniej Szwajcarii, w kantonie Vaud, w okręgu (district) Riviera-Pays-d’Enhaut. Leży w paśmie Schweizer Voralpen, nad jeziorem Lac de l’Hongrin oraz rzeką Sarine. Najbliżej położonym większym miastem jest oddalone około 11 km na wschód Saanen. W pobliżu znajdują się także szczyty Rochers de Naye oraz Gummfluh. Znany ośrodek narciarski.
W 1997 roku odbyły się tu 8. mistrzostwa świata w kolarstwie górskim. 

## Demografia
W Château-d’Œx mieszkają 3 564 osoby. W 2021 roku 27,6% populacji gminy stanowiły osoby urodzone poza Szwajcarią.

## Osoby

### urodzone w Château-d’Œx
- Madeleine Berthod, narciarka alpejska

### związane z gminą
- David Niven, brytyjski aktor, mieszkał i zmarł tutaj

## Transport
Przez teren gminy przebiegają drogi główne nr 11, nr 143 i nr 190. 

## Ciekawostka
Stąd wyruszyli 1 marca 1999 roku Bertrand Piccard wraz z Brianem Jonesem, w pierwszą podróż dookoła świata balonem, bez międzylądowania, którą udanie zakończyli 21 marca 1999 w Egipcie. Lot trwał dwadzieścia dni, a przebyta odległość wyniosła 40 805 km. 

## Galeria

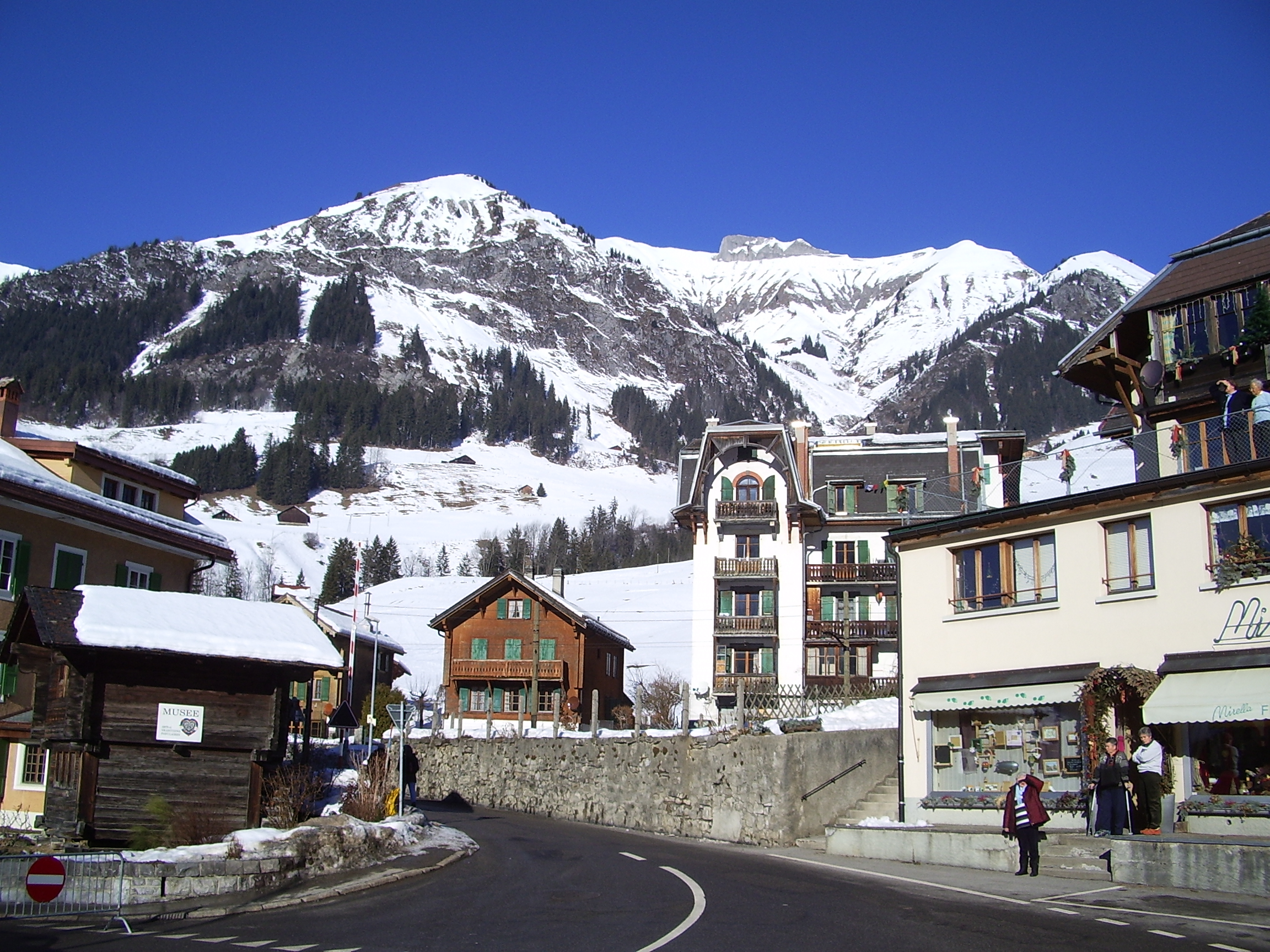
Château-d’Œx zimą
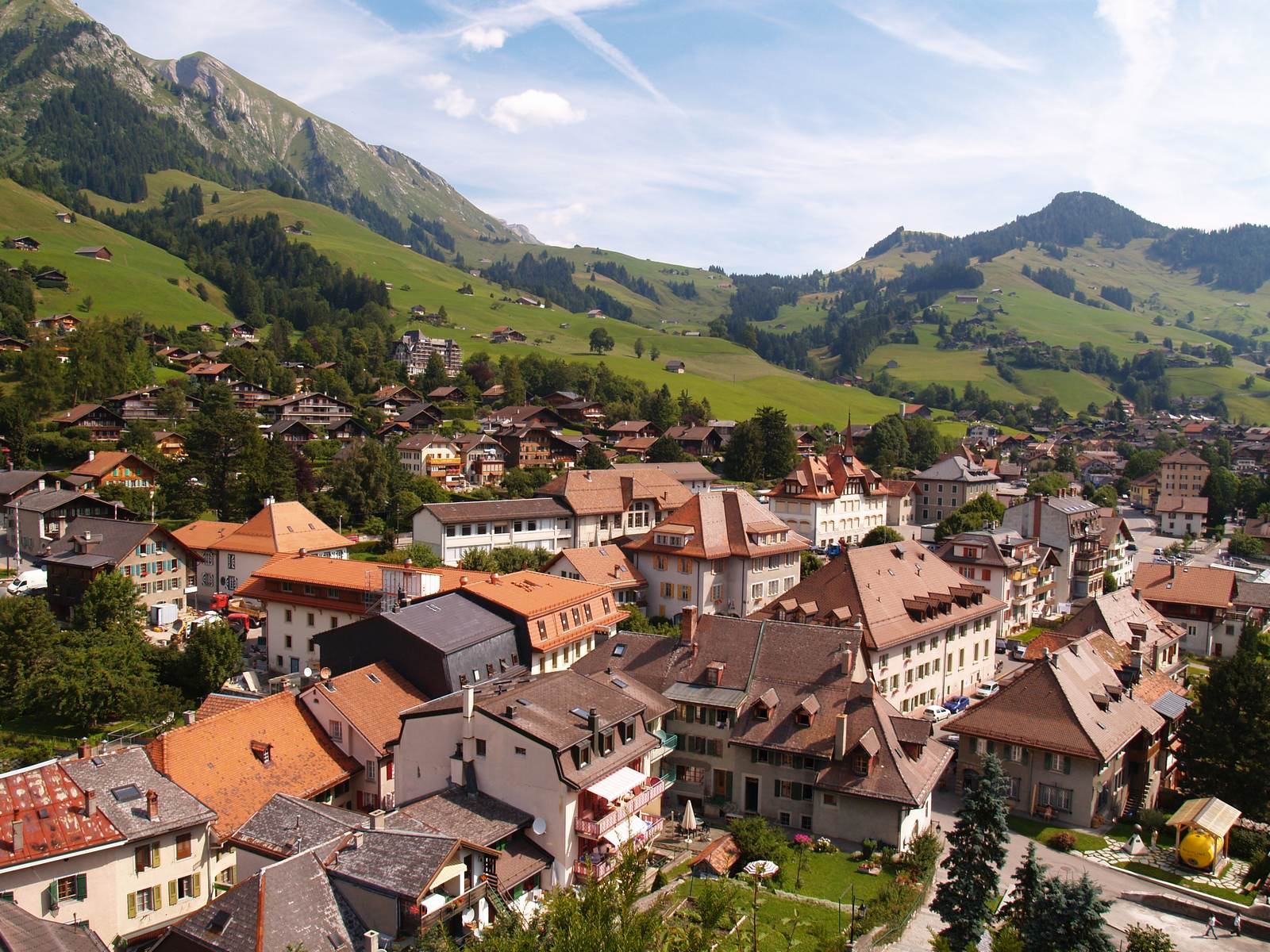
Château-d’Œx
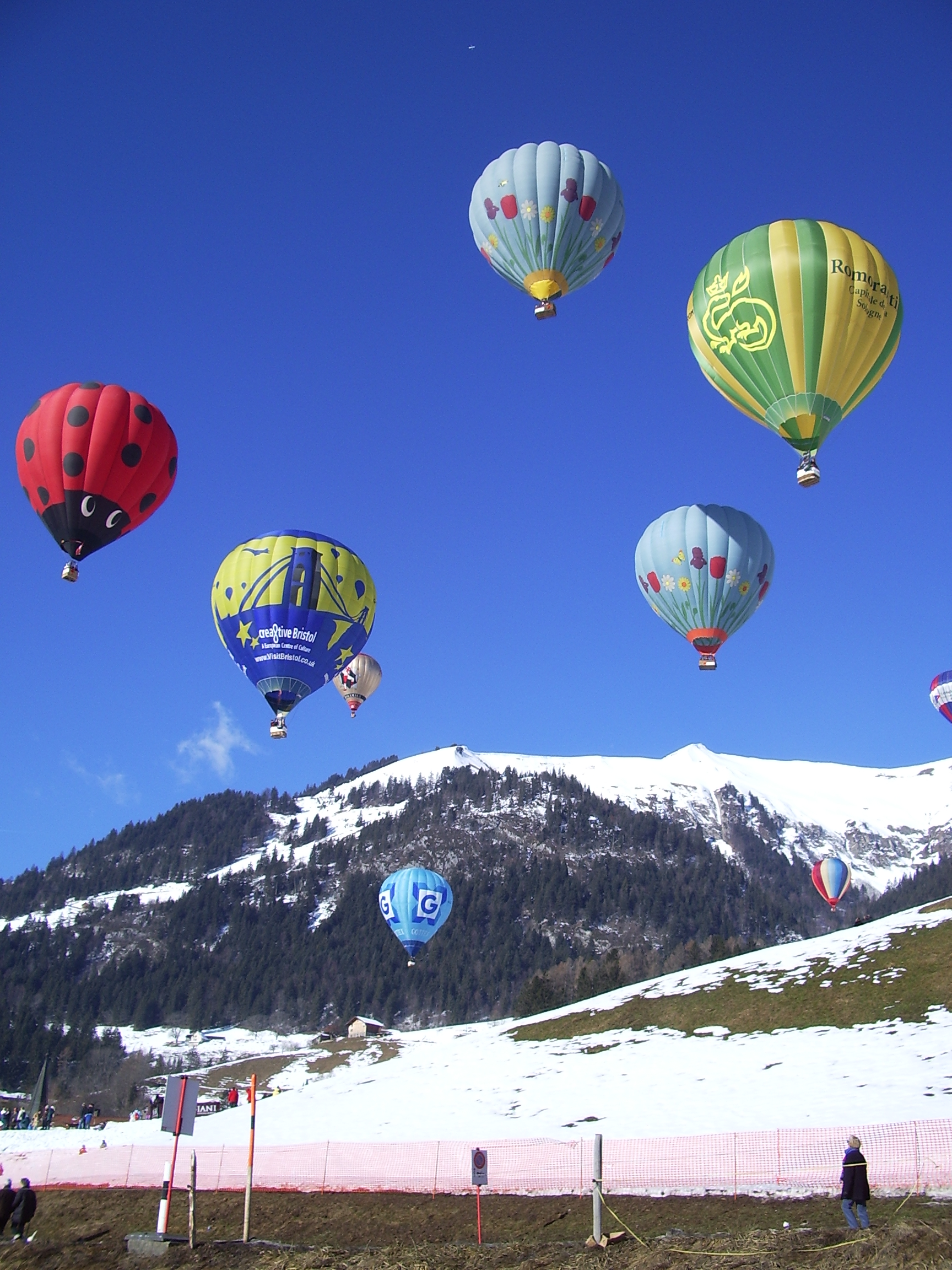
Festiwal balonów w Château-d’Œx
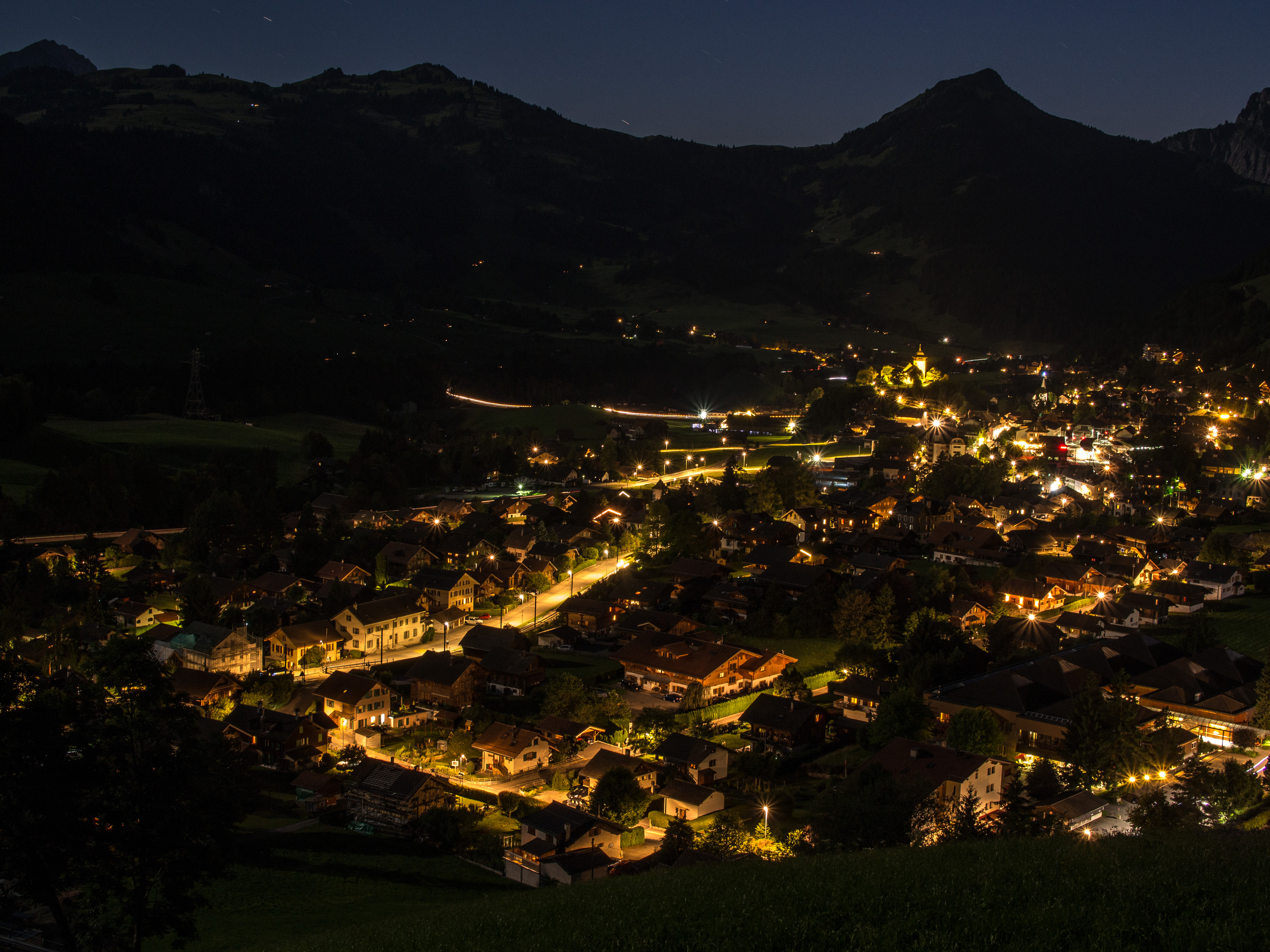
Château-d’Œx nocą
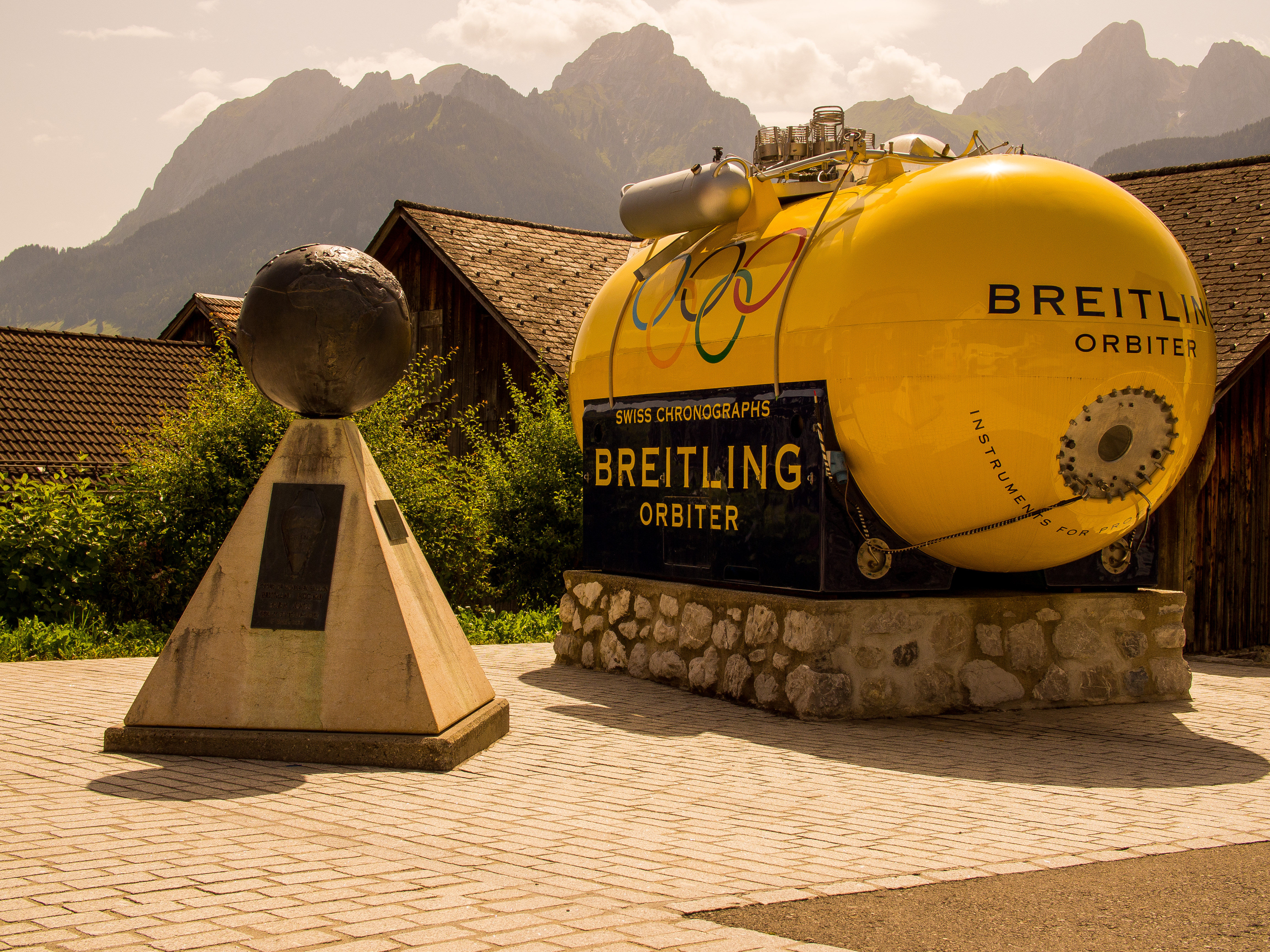
Gondola balonu Breitling Orbiter, którym Bertrand Piccard okrążył świat